# 北島璋男
北島 璋男（きたしま あきお、1920年（大正9年）2月1日 - 2004年（平成16年）11月30日）は、日本の政治家。岩手県和賀郡沢内村（現・西和賀町）議会議員（15期）、同村議会議長を13期、46年に亘って務めた。

## 来歴
岩手県和賀郡沢内村に村会議員、代書人（現在の司法書士）北島国蔵の三男に生まれる。1934年（昭和9年）新町尋常高等小学校を経て、村内の農業補修学校（のち沢内村立第一青年学校）に入る。1935年（昭和10年）1月満州へ渡り、満鉄の入社試験を受けるが、色弱のため不採用となる。5月に帰郷し、田老鉱山で鉱夫として働くが、粉塵を吸い込んだためか虫垂炎に罹り、手術を受け半年ほどで退職。退職後は沢内村の隣の湯田村（のち湯田町、現・西和賀町）の川尻鉱山で働く。
1941年（昭和16年）1月関東軍自動車第6連隊に入隊。満州国東安省密山県斐徳で輸送の任務に当たる。すぐに衛生兵となり、独立自動車第76大隊に移動する。1944年（昭和19年）2月衛生兵兵長となり、第14師団野戦病院に移動し、満州から南方へ転戦となる。4月にパラオに到着、現地では小屋を建てたり、道路の造成や川に橋を架けたり、防空壕を掘るなどの土木作業をしたほか、炊事班長となった。部隊は現地で終戦を迎え、終戦後、米軍がパラオに上陸し、武装解除となった。北島は引き続き現地で負傷者の看護に当たっていたが、12月に鉱山で働いていたことを聞かれ、帰国となった。同月衛生兵軍曹となる。
帰国後の1946年（昭和21年）3月沢内村の青年団に入り、同月結婚する。村内で「革新同盟」を結成し、北島はそのリーダーとなる。村では小作料の物納から金納への切り替えに取り組んだ。1947年（昭和22年）4月沢内村議会議員選挙に立候補し、当選する。翌1948年（昭和23年）6月28歳で沢内村議会議長に就任。その後、国保沢内病院の院長の辞職や村長の辞任問題が起こり、北島のリコール問題にまで発展、北島は1954年（昭和29年）に住民投票の前に議員を辞職した。翌1955年（昭和30年）の村議会議員選挙で復帰する。1965年（昭和40年）2度目の村議会議長に就任。以来39年在職する。在職中は深沢晟雄ほか代々の村長とともに国や県との折衝に当たった。議長として土地改良など、村の発展に力を尽くし、「名物議長」「議場の鬼」と呼ばれた。2003年（平成15年）に全国最長の通算13期目の議長に就任。翌2004年（平成16年）11月に死去した。
このほか、村教育委員、同農業委員、農業協同組合理事、農業共済組合理事、和賀西部土地改良区理事、同常務理事、岩手県町村議会議長会副会長、同会長、村開発協議会会長、西和賀土地改良区理事長、湯田牛乳公社（現・YUDAミルク）取締役社長、全国町村議会議長会副会長などを歴任した。

## 栄典
- 1977年 - 岩手県知事表彰（地方自治功績）
- 1979年 - 岩手県知事表彰（地方自治功績特別表彰）
- 1980年 - 岩手県知事表彰（国保事業功績、岩手県農業会議部会委員功績）
- 1981年 - 全国町村議会議長会会長表彰（岩手県町村議長会会長永年功績、全国町村議会役員功績）、岩手県知事表彰（岩手県農業会議部会委員永年勤続表彰、農業委員永年勤続表彰）
- 1983年 - 藍綬褒章
- 1985年 - 全国農業会議所会長表彰（岩手県農業会議員功績）、全国農業共済協会会長表彰（農業共済事業功績）
- 1986年 - 自治大臣表彰（地方議会議員永年在職表彰）
- 1987年 - 農林水産大臣表彰（農業共済事業発展功績）
- 1988年 - 農林水産大臣表彰（農業発展、農民地位向上寄与の発展功績）
- 1989年 - 沢内村長表彰（村勢功労）、全国町村議会議長会会長表彰（地方自治振興発展功績特別表彰）
- 1992年 - 自治大臣表彰（議長功績）
- 1994年 - 岩手県知事表彰（土地改良事業功績）
- 1995年 - 岩手県知事表彰（農業会議会議員としての功績）
- 1997年 - 農林水産大臣表彰（土地改良事業功績）
- 2002年 - 全国農業共済協会会長表彰（農業共済事業発展の功績）
- 2003年 - 全国町村議会議長会特別表彰、名誉村議会議員（全国町村議会議長会）

## 伝記
- 滝沢浩『議場の鬼』(株)めんこいエンタープライズ、2004年